# Trudoliubivka, Novovoronțovka
Trudoliubivka (în ucraineană Трудолюбівка) este un sat în comuna Mîroliubivka din raionul Novovoronțovka, regiunea Herson, Ucraina.

## Demografie
Componența lingvistică a localității Trudoliubivka
     Ucraineană (97,45%)
     Rusă (2,19%)
     Alte limbi (0,36%)
Conform recensământului din 2001, majoritatea populației localității Trudoliubivka era vorbitoare de ucraineană (97,45%), existând în minoritate și vorbitori de rusă (2,19%).